# Comostola hypotyphla
Comostola hypotyphla är en fjärilsart som beskrevs av Louis Beethoven Prout 1917. Comostola hypotyphla ingår i släktet Comostola och familjen mätare. Inga underarter finns listade i Catalogue of Life.